# Roosje Verschoor
Roosje Verschoor (Amsterdam, 1986) is een Nederlands kunstenaar, in fotografie, video-/mediagrafie, installatiekunst, schilderen en tekenen. Zij is voornamelijk werkzaam in Nederland en Suriname; haar familie heeft ook een Surinaamse achtergrond.

## Leven en werk
Verschoor studeerde in 2016 af aan de afdeling Fotografie van de Gerrit Rietveld Academie en van 2022 tot 2024 volgde zij de master F for Fact aan het Sandberg Instituut. In 2020 ontving zij de Kunstenaar Start Subsidie van het Mondriaan Fonds.
Verschoor werkt voornamelijk met afbeeldingen en video, waarbij ze gebruikmaakt van verschillende vormen van media. Ze presenteert foto's, installaties en video's, waarin zij eigen materiaal combineert met gevonden voorwerpen en afbeeldingen. Daarnaast experimenteert Verschoor met druktechnieken en vernieuwende materialen, zoals inkt gemaakt van bessen en papier gemaakt van aardappelschillen.
In Moengo (Suriname) fotografeerde Roosje Verschoor met elf jonge bewoners het heden en verleden van dit postindustriële stadje. Zes weken lang maakten ze foto's rond de thema's identiteit en omgeving, geschiedenis en toekomst, teloorgang en veerkracht. In 2020 werden de foto's met teksten van de jongeren en Roosje Verschoor uitgebracht in het fotoboek Moengo!
Sinds 2024 werkt Verschoor met een techniek waarmee ze tweedimensionale projecties van voorwerpen samenbrengt op papier. Zij plaatst de voorwerpen op lichtgevoelig papier en laat dit in de zon belichten. De achterblijvende silhouetten vormen samen een verhaal, zonder de nadruk te leggen op esthetiek. Een ander kenmerkend iets was dat ze in 2021 haar kunst via zogeheten non-fungible tokens probeerde te verhandelen.